# Robertus golovatchi
Espèce
Robertus golovatchi est une espèce d'araignées aranéomorphes de la famille des Theridiidae.

## Distribution
Cette espèce est endémique de Géorgie.

## Description
Le mâle décrit par Kovblyuk et Marusik en 2012 mesure 3,2 mm et les femelles de 3,4 à 4,4 mm.

## Publication originale
- Eskov, 1987 : The spider genus Robertus O. Pickard-Cambridge in the USSR, with an analysis of its distribution (Arachnida: Araneae: Theridiidae). Senckenbergiana biologica, vol. 67, p. 279-296.